# Stift Göttweig

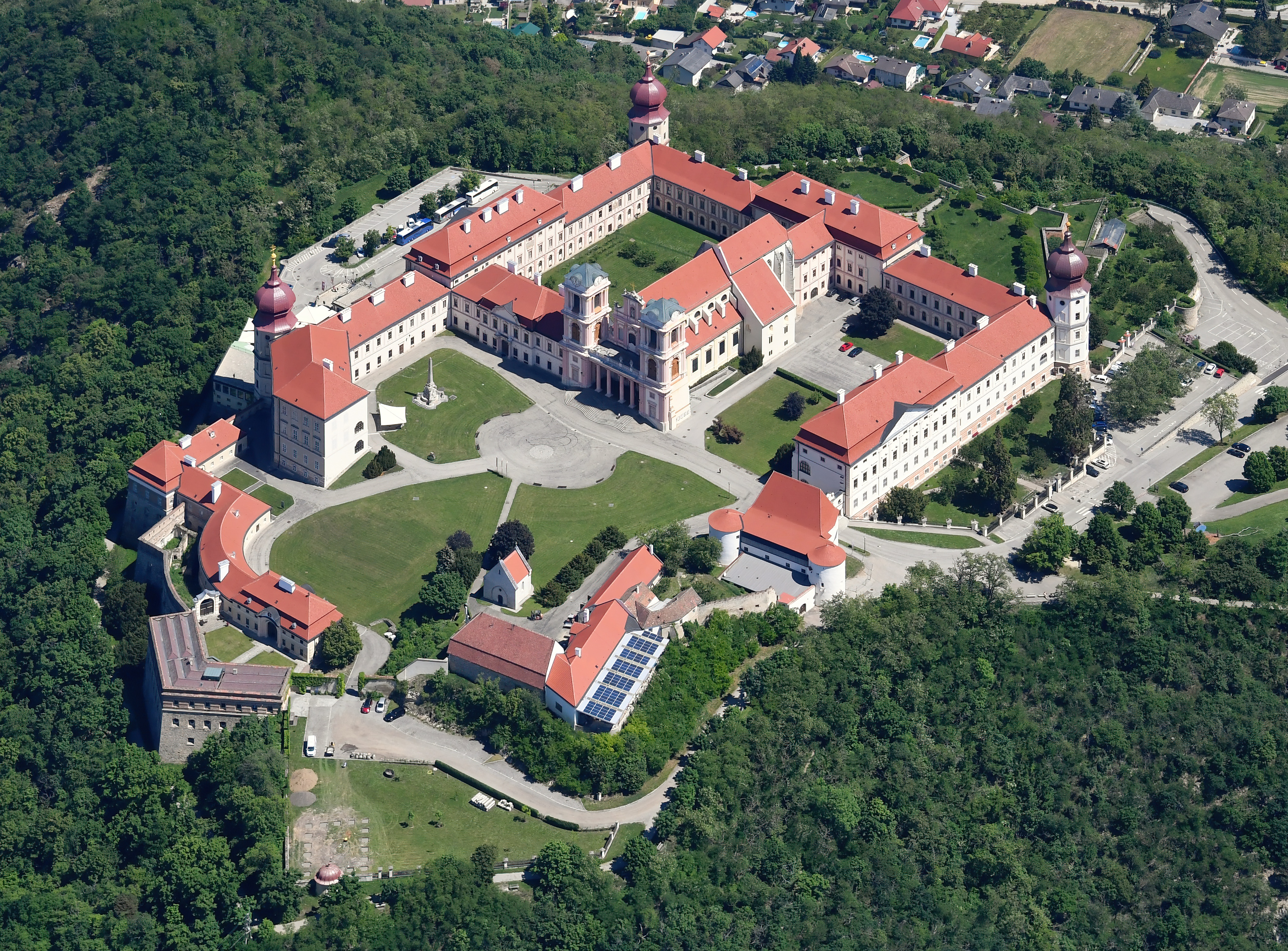
Südwestansicht des Stiftes Göttweig (2022)

Das Stift Göttweig (früher Köttwein) ist ein Benediktinerkloster der Österreichischen Benediktinerkongregation. Es liegt in der Gemeinde Furth nahe Krems in Niederösterreich auf einem Hügel südlich der Donau am Ausläufer des Dunkelsteinerwaldes.
Im Jahr 2000 wurde es als Teil der „Kulturlandschaft Wachau mit den Stiften Melk und Göttweig und der Altstadt von Krems“ in die Liste des UNESCO-Weltkulturerbes aufgenommen.

## Geschichte

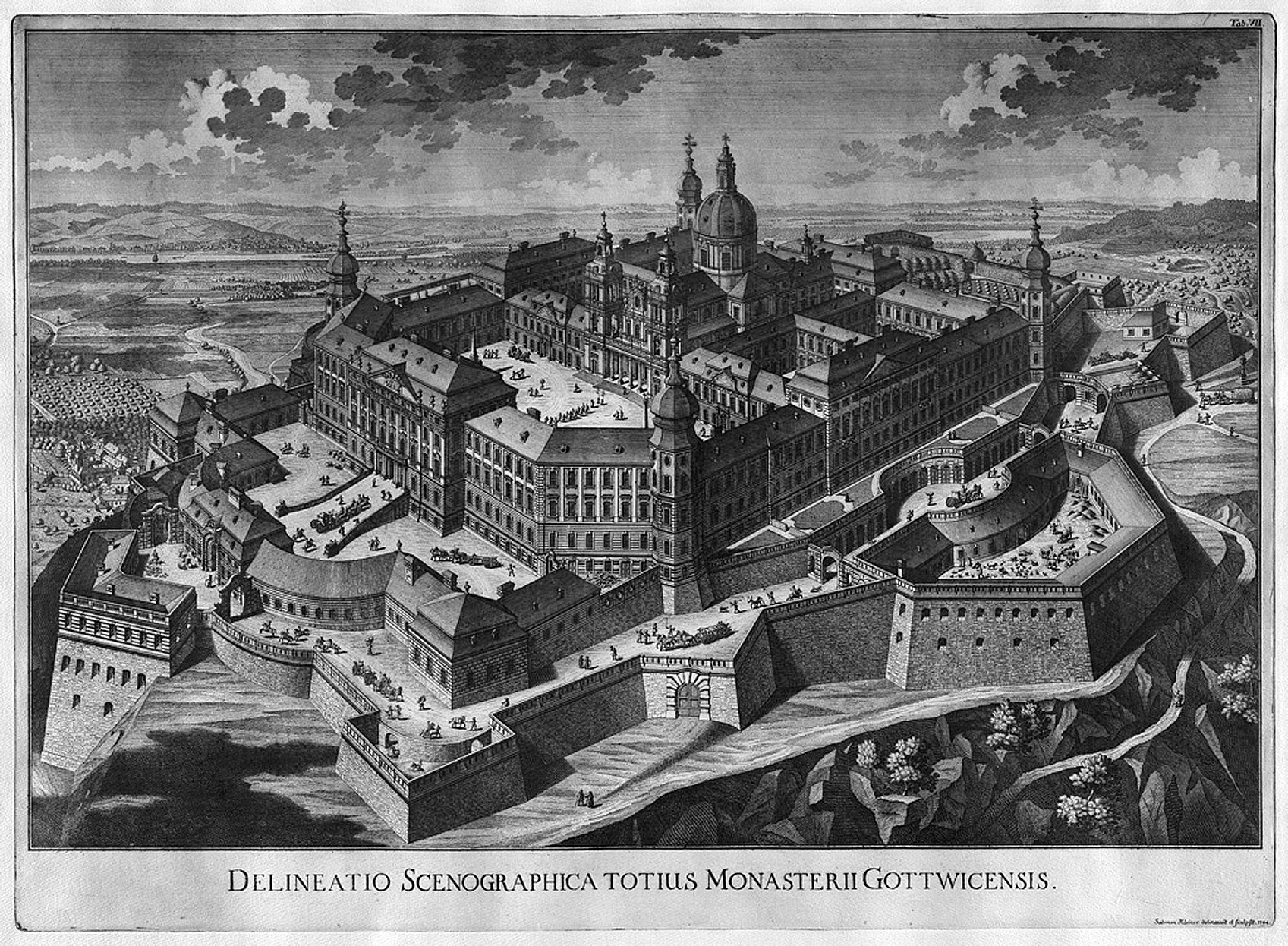
Stift Göttweig - Projektion von Salomon Kleiner auf den nicht vollständig umgesetzten Plan von Hildebrandt

### Erste Besiedlung bis zur Klostergründung 1083
Der Göttweiger Berg war ab etwa 2000 v. Chr. besiedelt, was sich durch Kleinfunde im Bereich des heutigen Stiftes – von der Jungsteinzeit bis zur römischen Epoche – rekonstruieren lässt. Vom 3. bis zum 9. Jahrhundert dürfte die Siedlungskontinuität unterbrochen gewesen sein. Für das Jahr 1072 ist die Weihe einer ersten Kirche (zu Ehren der hl. Erentrudis) belegt. Die Gründungsurkunde, mit der der hl. Bischof Altmann von Passau das Chorherrenstift errichtete, ist vom 9. September 1083 datiert. In ihr wird dem Kloster eine Reihe von Pfarren übertragen, darunter Kilb, Nalb, Pfaffendorf, Mühlbach am Manhartsberg und Pyhra. Die damit verbundene Seelsorgsaufgabe blieb auch unter den Benediktinern bestehen, denen 1094 unter Bischof Ulrich I. von Passau das Stift übergeben wurde. Diese ersten Mönche kamen mit Abt Hartmann I. aus dem Kloster St. Blasien im Schwarzwald. Ihre Reformimpulse wurden zu Beginn des 12. Jahrhunderts von Göttweig zum Stift Seitenstetten und – mit dem seligen Wirnto und dem hl. Berthold – zum Stift Garsten (1107–1783) und in der Folge zum Kloster Vornbach (vor 1108–1803) weiter getragen.

### 12. bis 17.Jahrhundert:Bebauung und Belagerungen

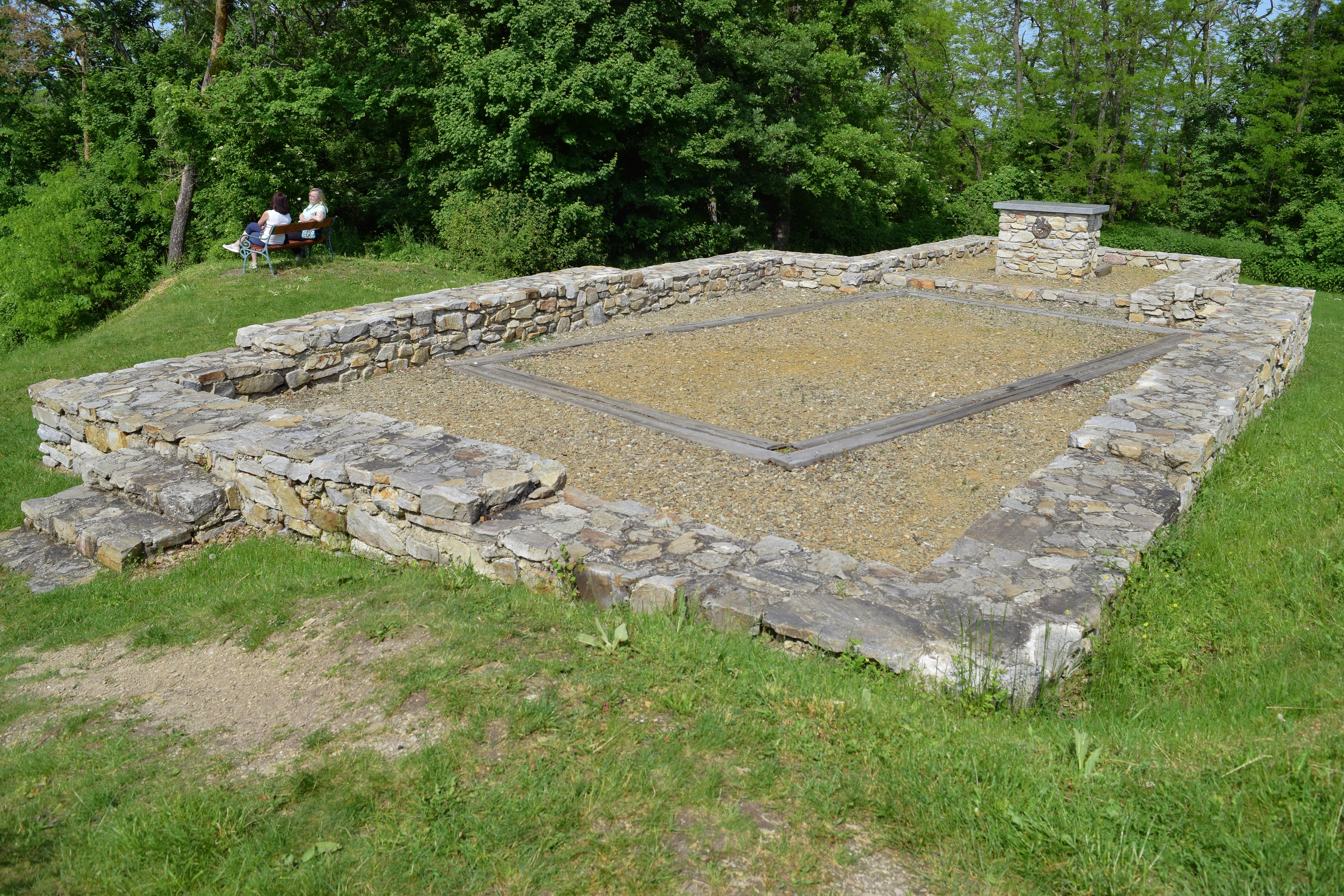
Kirche St. Georg auf dem Göttweiger Predigtstuhl

Aus der ersten Bauepoche im 12. Jahrhundert sind heute nur noch das Langhaus der Kirche, die Erentrudiskapelle und die „Burg“ erhalten. Aus der spätgotischen Bauepoche des 15. Jahrhunderts sind es der Chor der Stiftskirche samt Krypta und Sakristeien und Flügel des Kreuzganges (heute Lapidarium). Bis zur Ersten Türkenbelagerung bestand auch die Georgskirche am Göttweigberg, deren Grundmauern im Jahr 2009 gemeinsam mit einigen Traufbestattungen bei Grabungen freigelegt wurde.
Im Jahr 1401 erhielt das Kloster das Exemptionsprivileg, das nach Einsprüchen der Passauer Bischöfe 1452 und 1498 erneuert wurde. Das ausgehende 15. und beginnende 16. Jahrhundert waren von wirtschaftlichem und personellem Niedergang geprägt, verschärft durch Türkengefahr und Reformation, sodass von 1556 bis 1564 das Kloster nur mehr durch einen Administrator geleitet wurde und der 1564 gewählte – aus dem Stift Melk stammende – Abt Michael Herrlich ohne Konventualen beginnen musste. Trotz Großbrand 1580 und Pestepidemie 1596 konnte er seinem Nachfolger 1604 geordnete Verhältnisse hinterlassen. Weit über die Klostergrenzen hinaus ging die Wirkung von Abt Georg Falb (1612–1631) im Einsatz für die Gründung der Österreichischen Benediktinerkongregation und für die Gegenreformation wie auch die seines Nachfolgers Abt Gregor I. Cornerus (1631–1648) unter anderem durch die Herausgabe des ersten deutschsprachigen katholischen Gesangbuches „Groß Catholisch Gesangbuch“.

### Umfassende Bautätigkeit ab dem 18.Jahrhundert
Nach dem Brand von 1718 unter Abt Gottfried Bessel (1714–1749) ging der Neubau des Stiftes nach Plänen von Johann Lucas von Hildebrandt in den ersten Jahren zügig, dann immer schleppender voran. Nach 1750 (Errichtung der Kirchenfassade) wurde er ganz eingestellt, sodass nur etwa zwei Drittel des Bauplanes umgesetzt wurden. Bessel trat darüber hinaus als Historiker, Diplomat und Kunstmäzen sowie Rektor der Wiener Universität hervor.
Für den Materialtransport wurde ein Schrägaufzug mit Pferdebetrieb eingerichtet, über den von 1718 bis 1741 mehrere Millionen Mauer- und Dachziegel, davon allein 1720/1721 968.600 Stück, zur Baustelle des Klosters geliefert wurden. Die Trasse und einige Mauerreste sind auf dem östlichen Hang des Klosterberges bei Panholz (dort lag der Ziegeleibetrieb) erkennbar.
Die Josephinischen Reformen brachten 1783 ein Anwachsen der Seelsorgestellen von 20 auf 31, vor allem durch Teilung, mit sich. Unter den Wissenschaftern des 19. und beginnenden 20. Jahrhunderts sind Friedrich Blumberger (Historiker), Lambert Karner („Höhlenpfarrer“), Leopold Hacker (Entomologe), Willibald Leeb (Sagenforscher), Benedikt Kissling (Botaniker) sowie die Äbte Adalbert Dungel und Adalbert Fuchs, beide Historiker, zu nennen.

### 20. Jahrhundert

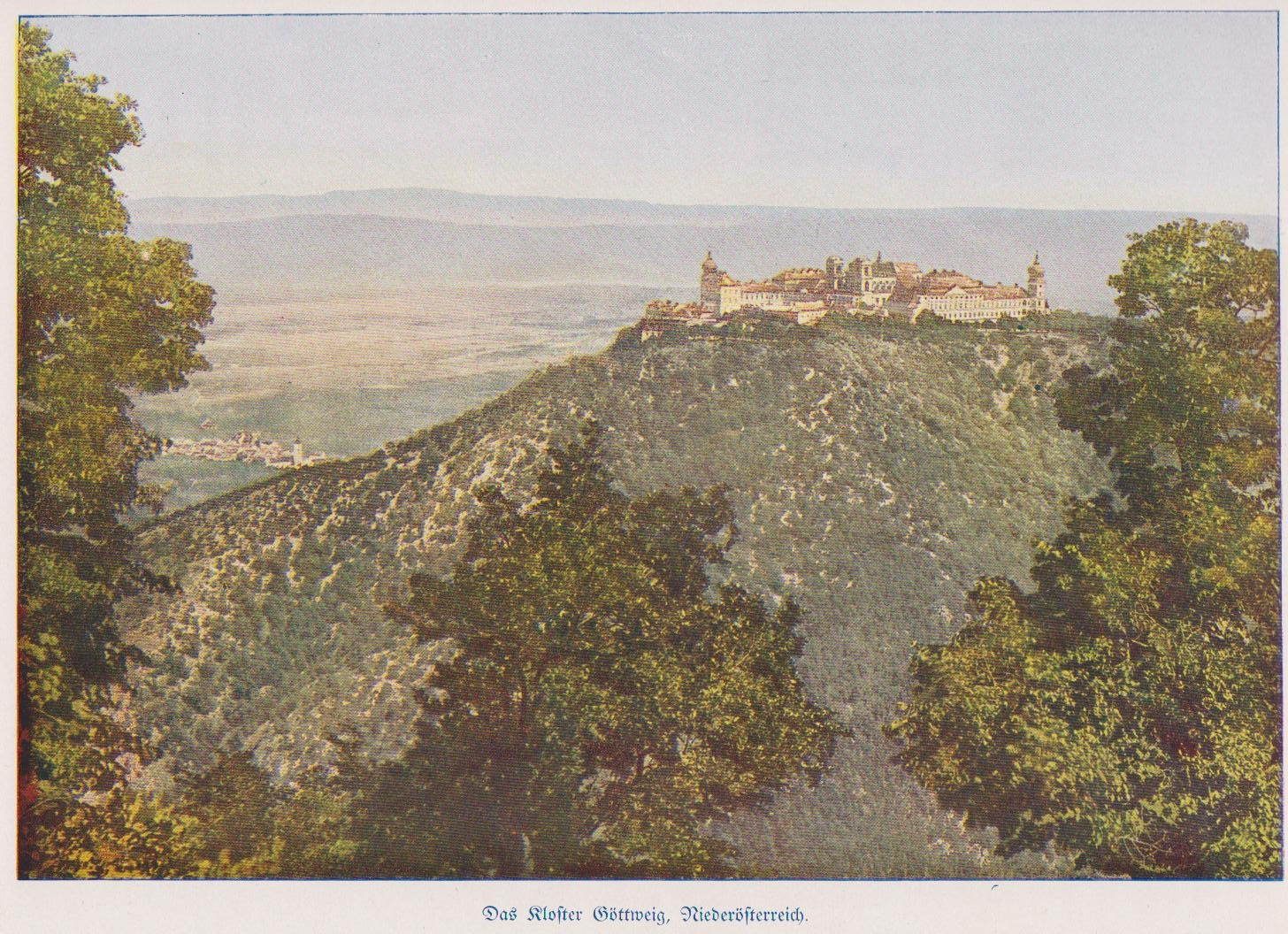
Das Stift anno 1908

1939 wurde das Stift zugunsten der kreisfreien Stadt Krems enteignet und der Konvent nach kurzer Inhaftierung in Unternalb konfiniert. Das Stiftsgebäude diente nun als Umsiedlungslager, Kriegsgefangenenlager und von 1943 bis 1945 als Nationalpolitische Erziehungsanstalt. Zu Kriegsende wurde es verwüstet; nachher wurde es Kaserne der sowjetischen Besatzungstruppen. 
Nach der Rückkehr des Konvents im August 1945 und dem Tod von Abt Hartmann Strohsacker (1930–1946) drohte dem Kloster die Aufhebung, weil es mangels Eintritten und nach den zahlreichen Todesfällen in und nach den Kriegsjahren als nicht mehr lebensfähig angesehen wurde. Die Hauptlast der Restitution und des Wiederaufbaus trug Abt Wilhelm Zedinek (1949–1971). Von 1973 bis 2009 wurde das Kloster von Abt Clemens Lashofer geleitet. In seine Amtszeit fielen eine sukzessive Restaurierung, die Einrichtung des Exerzitienhauses St. Altmann (1983) und (nach Schließung des Sängerknabeninstitutes) die des Jugendhauses (1999). 

### Missbrauchsskandal um Hans Hermann Kardinal Groër
Im Missbrauchsskandal rund um Hans Hermann Kardinal Groër ging es zunächst um den sexuellen Missbrauch an ehemaligen Schülern. Anfang 1998 tauchten weitere Vorwürfe auf. Diesmal wurden ihm homosexuelle Übergriffe auf Mönche seines Heimatklosters Göttweig vorgeworfen. Nach Bekanntwerden der neuen Vorwürfe erfolgte eine Apostolische Visitation, deren Ergebnis nie veröffentlicht wurde. Groër trat schließlich von allen kirchlichen Ämtern zurück.

## Mit dem Stift Göttweig verbundene Klöster
Das in Kleinwien gegründete Benediktinerinnenkloster wurde vermutlich um 1200 auf den Stiftsberg verlegt und auf der Südwest-Kuppe eingerichtet, rund um die heutige Erentrudiskapelle. 1557 übersiedelte der bereits reduzierte Nonnenkonvent nach St. Bernhard bei Horn.
Im Jahr 1715 erhielt das Stift Göttweig die in den Türkenkriegen zerstörte Abtei Zalavár (Moosburg) in Ungarn als Filialabtei. Der Klosterneubau erfolgte in Zalaapáti. Bis 1872 wurde das Kloster teils durch Filialäbte, teils in Personalunion durch den Göttweiger Abt geleitet.
1974 wurde im Pfarrhof von Maria Roggendorf das abhängige Haus Sankt Josef als domus formata errichtet. 1986 wurde es Superiorat, 1991 abhängiges und – nach Erweiterung des Klostergebäudes 1995 – im Jahr 2005 selbstständiges Priorat.

## Beschreibung

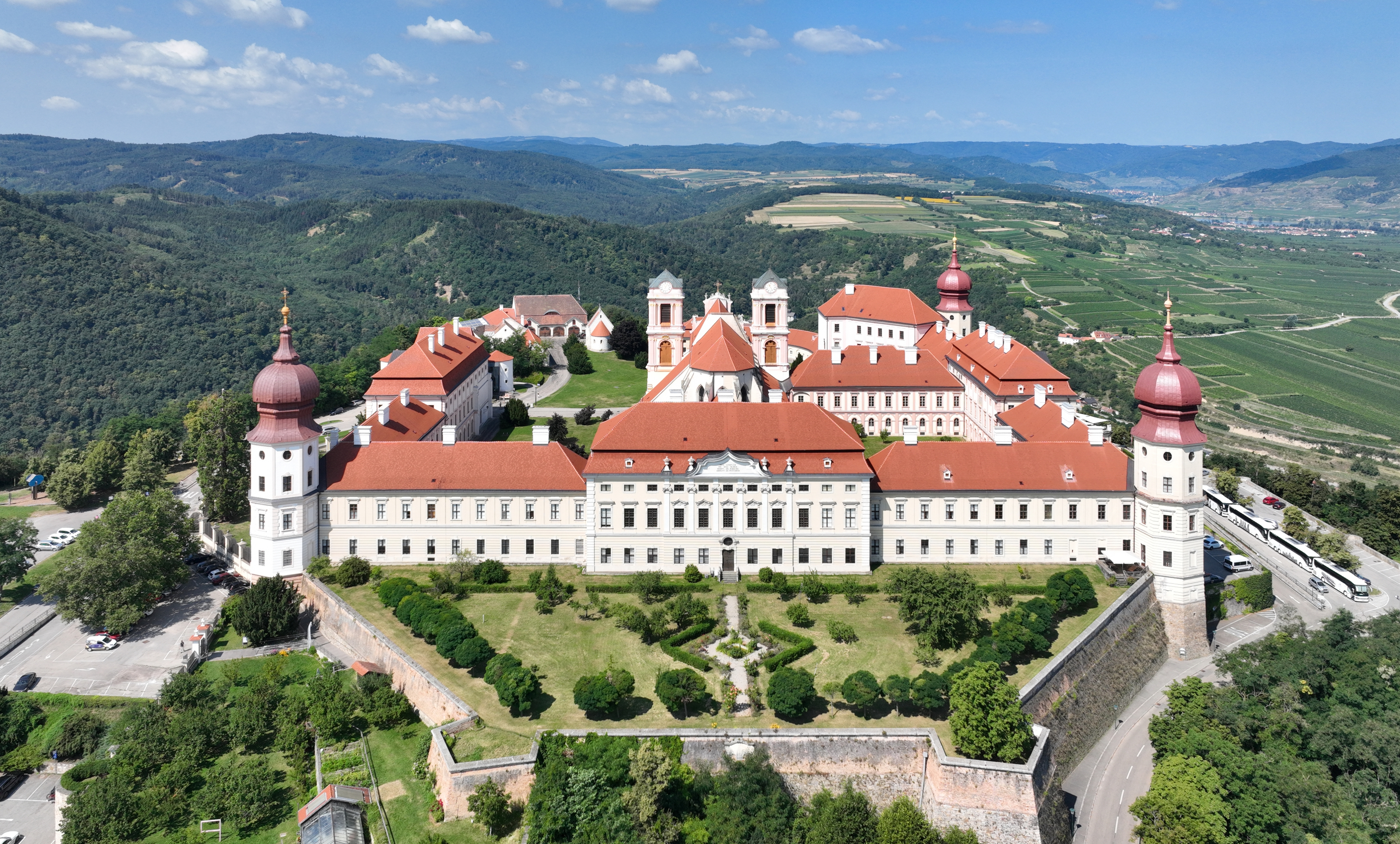
Ostansicht des Stiftkomplexes

Aufgrund seiner Lage auf einem Hügel wird das Stift Göttweig als österreichisches Montecassino bezeichnet.

### Übersicht
Der größte Teil der Gebäude wurde nach dem Brand von 1718 errichtet und hat im Grundriss nach dem Vorbild des Escorial die Form eines Gitterrostes. Von den vier geplanten Ecktürmen des Idealplans wurden nur drei ausgeführt: der Sebastianiturm im Nordwesten, der Frauenturm im Nordosten und der Altmanniturm im Südosten. In der Hauptachse (Ost-West-Achse) liegen die Stiftskirche, der Kapitelsaal (heute Chorkapelle) und die Bibliothek; der westlich vorgelagerte Festsaal wurde zwar geplant, aber nicht ausgeführt. Im Osttrakt befinden sich die meisten Mönchszellen. Einen großen Teil des Nordtraktes bis hin zur Kaiserstiege nehmen das Museum im Kaisertrakt sowie das Archiv und die beiden Refektorien ein. Im Südtrakt sind die Verwaltung und das Jugendhaus untergebracht. Das Vorgebäude im Westen dient als Exerzitienhaus. Nicht auf den Plan Hildebrandts gehen die älteren Bauteile im Südwesten der Stiftsanlage zurück: die „Burg“ und die Erentrudiskapelle sowie die dahinter liegenden erst 1911 errichteten Wirtschaftsgebäude.

### Stiftskirche

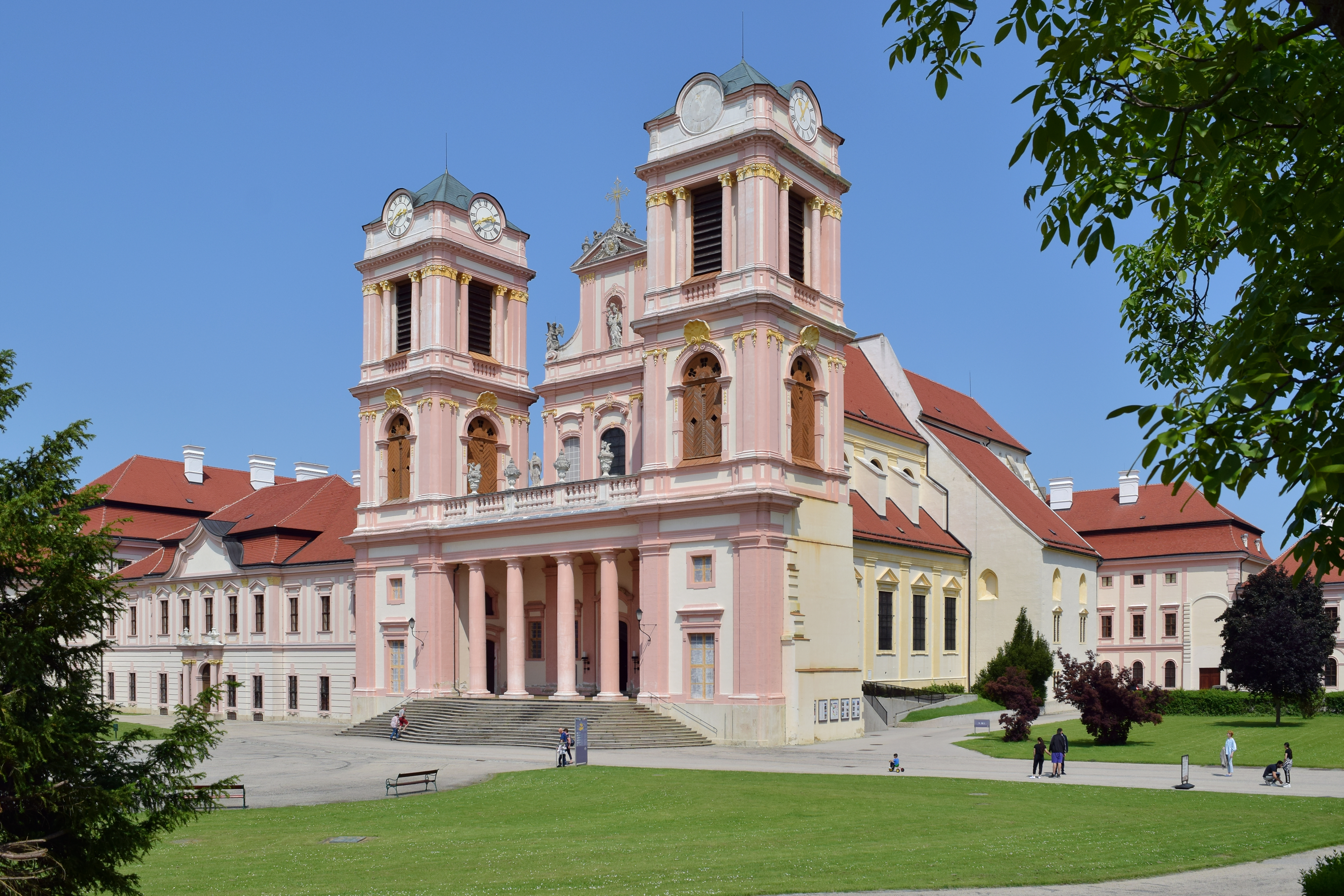
Stiftskirche

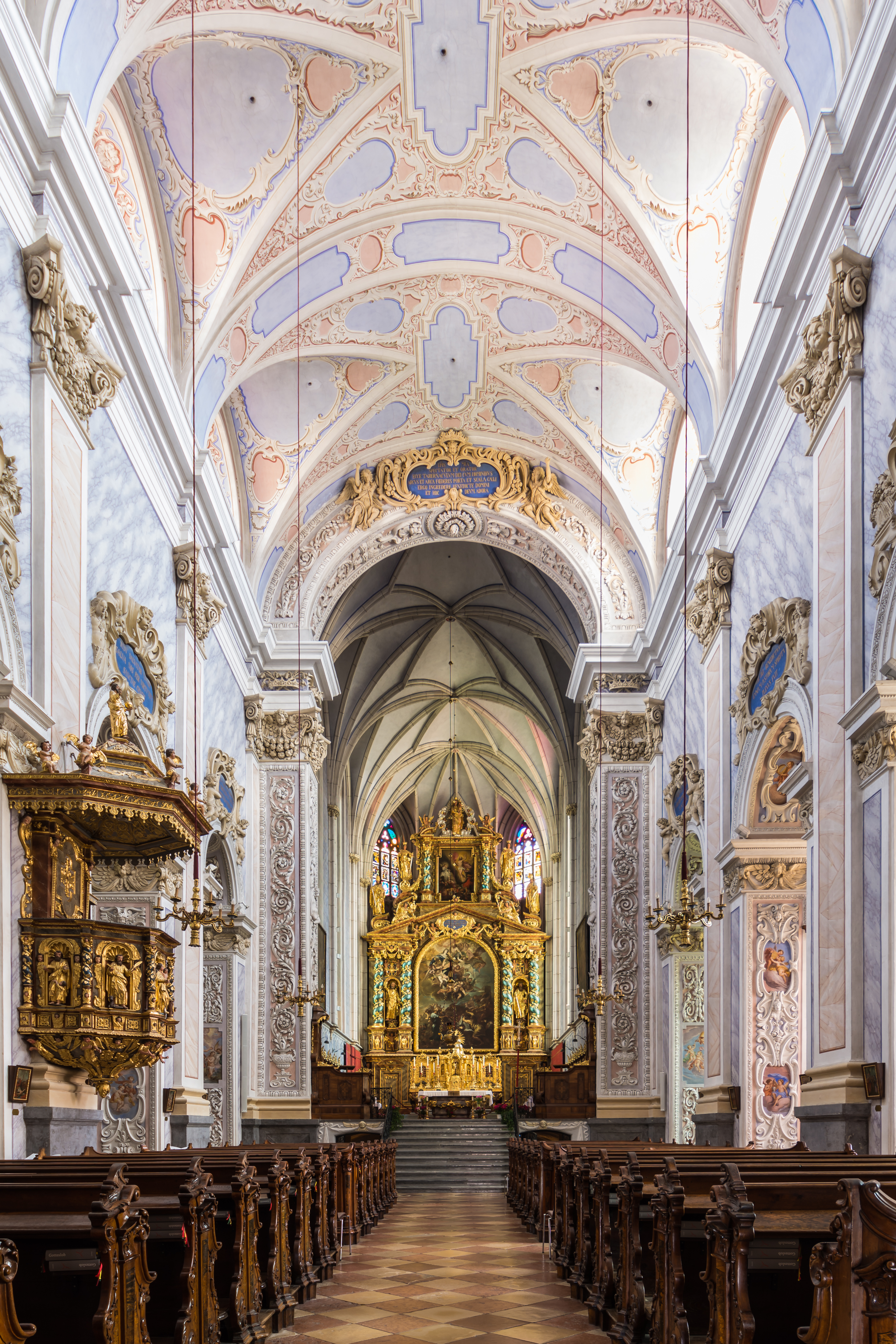
Inneres der Stiftskirche

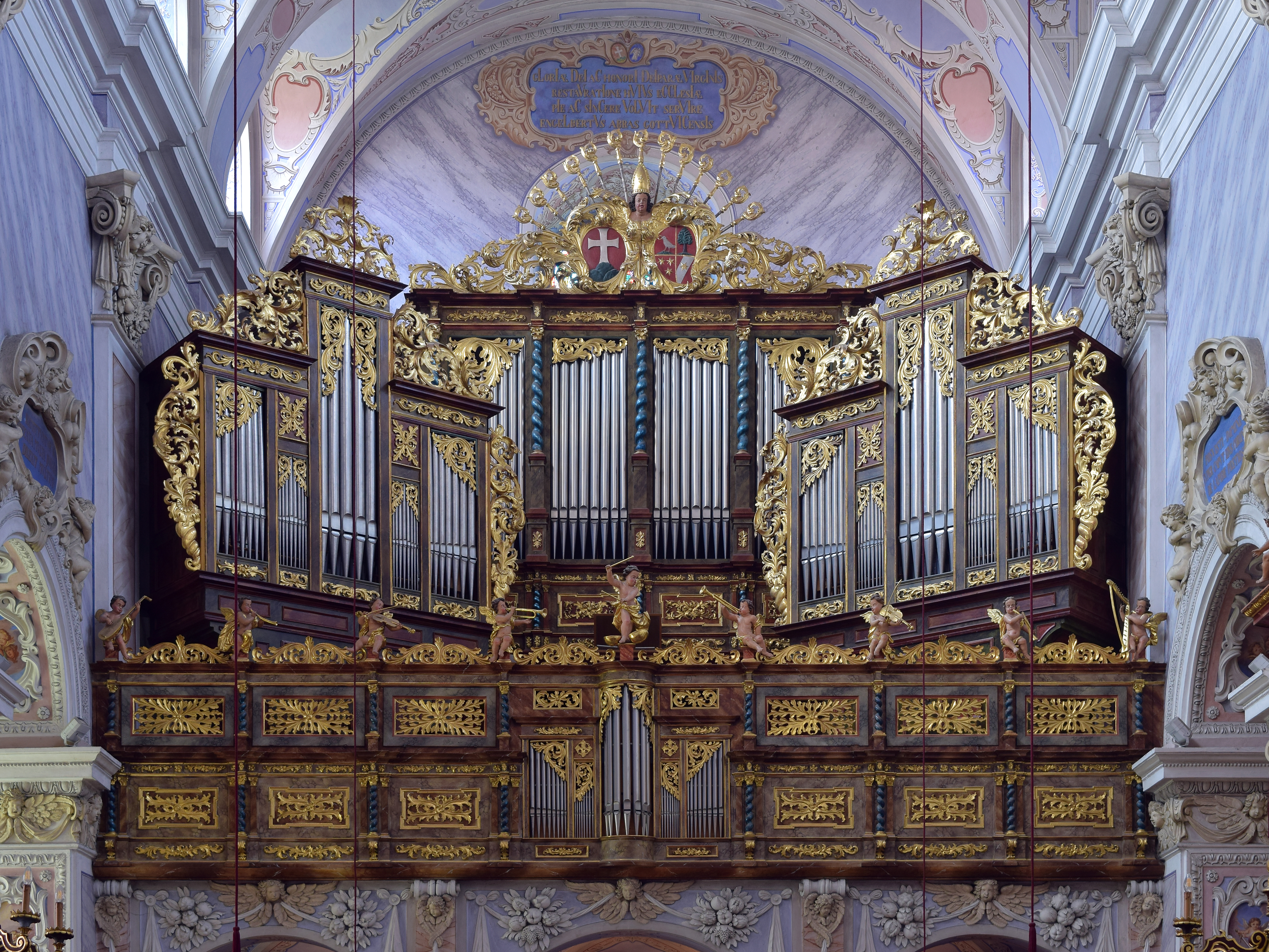
Orgel

Die Stiftskirche ist im Langhaus in ihrem Kern romanisch (aus der Bauzeit des Klosters, ein Vorbau aus dem 11. Jahrhundert ist nachgewiesen). Die Rekonstruktion der romanischen Anlage zeigte einen Achsknick, wobei sich möglicherweise die Achse des Chores auf den Sonnenaufgang des 4. Fastensonntags 1072 orientiert (damals der 18. März), das Langhaus auf dessen vorangehenden Dienstag, den 13. März 1072. Das über der Krypta erhöht liegende frühgotische Presbyterium wurde 1401 bis 1430 errichtet. Im 17. Jahrhundert und – nach einem Plan Johann Lukas von Hildebrandts zur Umgestaltung der Fassade aus dem ersten Drittel des 18. Jahrhunderts – wurde die Kirche weitgehend barockisiert. Die Stuckaturen (1665 bis 1681) sind von oberitalienischen Meistern verfertigt.
Das Hochaltarbild Mariä Aufnahme in den Himmel (1694) stammt von Andreas Wolff; der Hochaltar (mit Statuen von den hll. Petrus, Paulus, Gregor, Altmann, Katharina, Barbara und der Gottesmutter Maria), der mit Kanzel und Teilen des Orgelprospekts ein Ensemble bildet, von Hermann Schmidt (1639). Das intarsierte Chorgestühl fertigte Franz Staudinger 1766 an; die beiden Kaiserstühle (heute als Ambo verwendet) dürften schon etwas früher in derselben Werkstatt entstanden sein.
In den acht Seitenkapellen des Langhauses sind u. a. zwei Altarblätter des Martin Johann Schmidt zu sehen (Altmann-Altar und Benediktus-Altar in der südlichen Kapellenreihe).
In der Sommersakristei, südlich an das Presbyterium angebaut, befinden sich der ehemalige Hochaltar der Stiftskirche und in der dortigen Schatzkammer Paramente und liturgische Geräte, darunter Besonderheiten wie eine gotische Hostientaube, ein JugendstilKelch und barocke Lederkaseln.
Der ursprüngliche Eingang in die Stiftskirche führte durch ein Südportal (mit Inschrift und Nischenmadonna aus dem Jahr 1668), das im 18. Jahrhundert vermauert und im Zuge der Errichtung des barrierefreien Zugangs 2010 wieder geöffnet wurde. Die Doppelturmfassade wurde erst in den Jahren 1750 bis 1755 errichtet; die Turmhelme kamen nicht zur Ausführung, daher blieben die provisorischen stumpfen Kirchturmzeltdächer. Auch die unteren Fenster der Türme und die Uhren des Südturms sind nur aufgemalt.

### Orgel der Stiftskirche
Die Orgel wurde im Jahre 1982/1983 von der Firma Walcker-Mayer unter Verwendung wertvoller Register der vorigen Rieger-Orgel aus 1922 errichtet. Sie ist ein rein mechanisches Werk mit 45 Registern, das auf drei Manuale und Pedal verteilt sind. Das Rückpositiv ist neobarock dispositioniert, während das Schwellwerk eher romantisch ist.
Disposition der Orgel
| I Rückpositiv |               |        |
| 1.            | Holzgedackt   | 8′     |
| 2.            | Oktave        | 4′     |
| 3.            | Blockflöte    | 4′     |
| 4.            | Nasard        | 2 ⁄3′  |
| 5.            | Prinzipal     | 2′     |
| 6.            | Terz          | 1 3⁄5′ |
| 7.            | Sifflet       | 1′     |
| 8.            | Scharff 3fach | 1′     |
| 9.            | Krummhorn     | 8′     |

| II Hauptwerk |                  |       |
| 10.          | Gedeckt          | 16′   |
| 11.          | Praestant        | 8′    |
| 12.          | Rohrflöte        | 8′    |
| 13.          | Salizional       | 8′    |
| 14.          | Unda Maris       | 8′    |
| 15.          | Oktave           | 4′    |
| 16.          | Gedackt          | 4′    |
| 17.          | Gemshorn         | 2′    |
| 18.          | Spitz Quinte     | 2 ⁄3′ |
| 19.          | Kl. Zimbel 3fach | 2⁄3′  |
| 20.          | Mixtur 6fach     | 1 ⁄3′ |
| 21.          | Trompete         | 8′    |

| III Schwellwerk |                     |       |
| 22.             | Bordun              | 16′   |
| 23.             | M. Gedackt          | 8′    |
| 24.             | V. da Gamba         | 8′    |
| 25.             | Aeolsharfe          | 8′    |
| 26.             | Vox celestis        | 8′    |
| 27.             | Principal           | 4′    |
| 28.             | Offenflöte          | 4′    |
| 29.             | Oktave              | 2′    |
| 30.             | Quintflöte          | 1 ⁄3′ |
| 31.             | Mixtur 5fach        | 2′    |
| 32.             | Kornett 3fach       | 2 ⁄3′ |
| 33.             | Dulzian             | 16′   |
| 34.             | Trompete harmonique | 8′    |
| 35.             | Klarinette          | 8′    |
| 36.             | Schalmei            | 4′    |

| Pedal |                    |       |
| 37.   | Principalbass      | 16′   |
| 38.   | Subbass            | 16′   |
| 39.   | Oktavbass          | 8′    |
| 40.   | Gemshorn           | 8′    |
| 41.   | Choralbass         | 4′    |
| 42.   | Pedal-Mixtur 4fach | 2 ⁄3′ |
| 43.   | Nachthorn          | 2′    |
| 44.   | Posaune            | 16′   |
| 45.   | Trompete           | 8′    |

### Glocken
Die Stiftskirche verfügt über ein großes, 10-stimmiges Geläut. 
| Glocke | Name                                 | Schlagton | Gewicht | Durchmesser | Gießer                                                      | Gussjahr |
| ------ | ------------------------------------ | --------- | ------- | ----------- | ----------------------------------------------------------- | -------- |
| 1      | Dreifaltigkeits- oder Prälatenglocke | g°        | 5614 kg | 2095 mm     | Oberösterreichische Glocken- und Metallgießerei St. Florian | 1960     |
| 2      | Allerheiligen- oder Milleniumsglocke | a°        | 3990 kg | 1862 mm     | Glockengießerei Grassmayr (Innsbruck)                       | 2000     |
| 3      | Frauen- oder Piorglocke              | c¹        | 2827 kg | 1618 mm     | Ferdinand Vötterlechner                                     | 1750     |
| 4      | Apostelglocke                        | d¹        | 1450 kg | 1354 mm     | Glockengießerei Grassmayr (Innsbruck)                       | 2002     |
| 5      | Marienglocke                         | e¹        | 1055 kg | 1206 mm     | Glockengießerei Pfundner, Wien                              | 1954     |
| 6      | Benediktglocke                       | g¹        | 732 kg  | 1054 mm     | Glockengießerei Pfundner, Wien                              | 1954     |
| 7      | Altmannglocke                        | a¹        | 413 kg  | 893 mm      | Glockengießerei Pfundner, Wien                              | 1954     |
| 8      | Severinglocke                        | h¹        | 400 kg  | 857 mm      | Glockengießerei Grassmayr (Innsbruck)                       | 2002     |
| 9      | Josefglocke                          | c²        | 320 kg  | 803 mm      | Glockengießerei Grassmayr (Innsbruck)                       | 2001     |
| 10     | Michaelglocke                        | d²        | 300 kg  | 747 mm      | Glockengießerei Grassmayr (Innsbruck)                       | 2002     |

Vor einigen Jahren wurde das vormals sechsstimmige Geläut, bestehend aus vier Pfundnerglocken, der Vötterlechnerglocke und der St. Florianerglocke grundlegend restauriert und erweitert. Begonnen wurde mit dem Guss der Milleniumsglocke. In den weiteren Jahren wurden die alten Armaturen der fünf kleinen Glocken durch neue im Stile des Neuen Trends ersetzt, die kleinste Pfundnerglocke umgegossen und zwei kleine Glocken zum Geläut hinzugefügt. Damit ist das Göttweiger Geläut das größte Geläut in Niederösterreich und somit eines der umfangreichsten in ganz Österreich. Umfangreich ist auch die dortige Läuteordnung, es gibt 14 Teilmotive, die je nach Rang eines Festes geläutet werden, eher untypisch für Österreich.

### Krypta

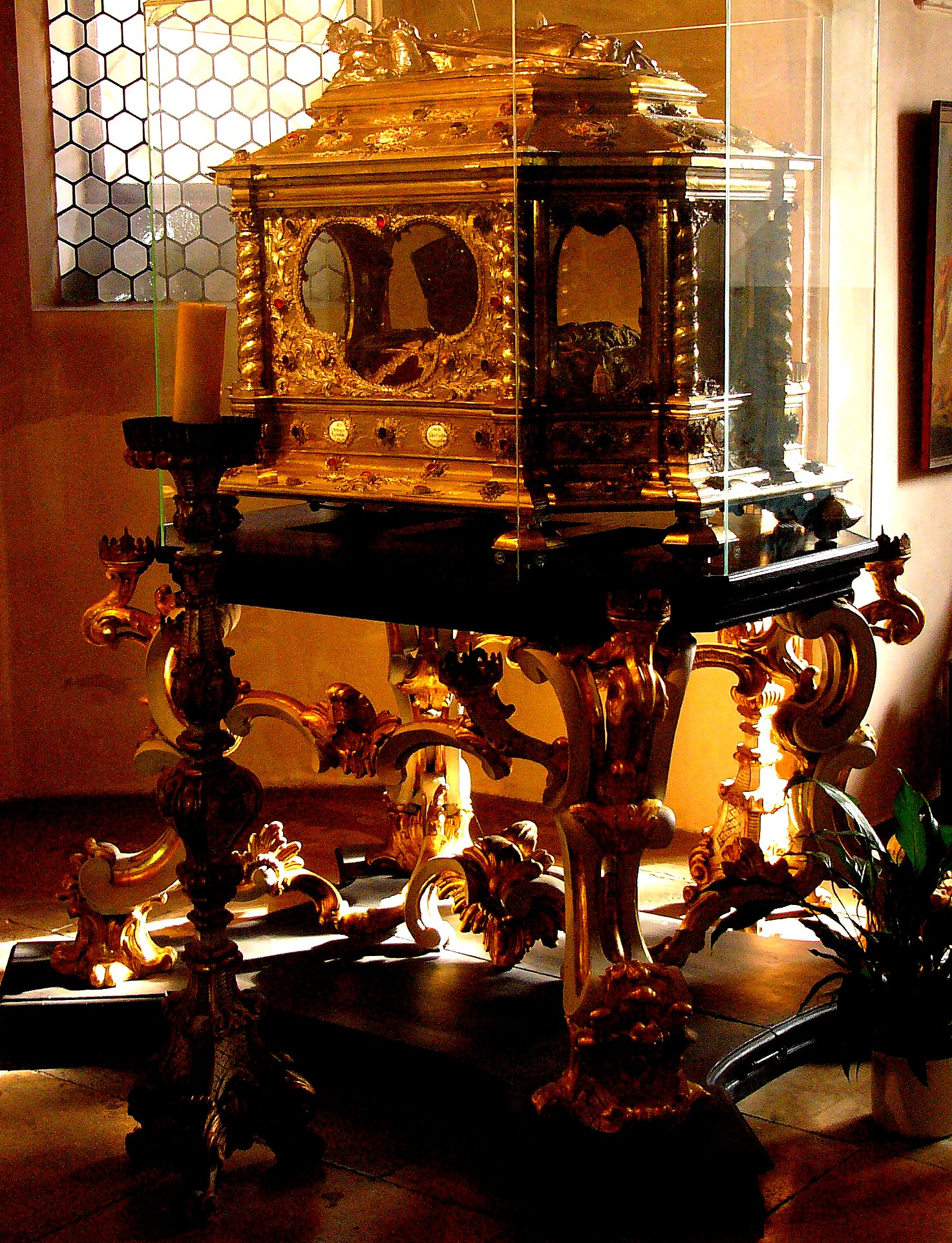
Der Altmanni-Schrein in der Krypta der Stiftskirche Göttweig

In der Hauptkrypta unter dem Presbyterium der Stiftskirche befindet sich auf dem Gnadenaltar (Empirezeit 1804) die Göttweiger Pietà, eine Holzskulptur aus der Mitte des 15. Jahrhunderts, 1880 überarbeitet. Die 1784 unterbrochene Wallfahrtstradition wurde 1988 wieder aufgenommen. Im südlichen Kryptenraum („Altmanni-Krypta“) steht der Altmanni-Schrein, ein 1668 angefertigter Reliquienschrein mit Silberfiligrandekor und den Reliquien des Heiligen, ein 1540 von Konrad Osterer geschaffenes Epitaph mit einer Liegefigur des hl. Altmann. Das Deckengemälde des Kremser Schmidt, die Vision Ezechiels, passt thematisch zur darunter liegenden Konventgruft von 1638. Durch den nördlichen Kryptenraum (Tauf- und Beichtkapelle) führt der Weg in den noch erhaltenen gotischen Kreuzgangflügel, der als Lapidarium eingerichtet ist, u. a. mit einem Sandsteinlöwen aus dem ausgehenden 12. Jahrhundert sowie Gedenk- und Grabepitaphen. Weitere Abtsepitaphe befinden sich in der Kirchenvorhalle. 15 getriebene Kupfertafeln mit Szenen aus dem Leben des hl. Altmann schuf Ernst Grandegger 1965. In der Krypta befindet sich ein kleines Orgelpositiv von Arnulf Klebel.

### Erentrudiskapelle

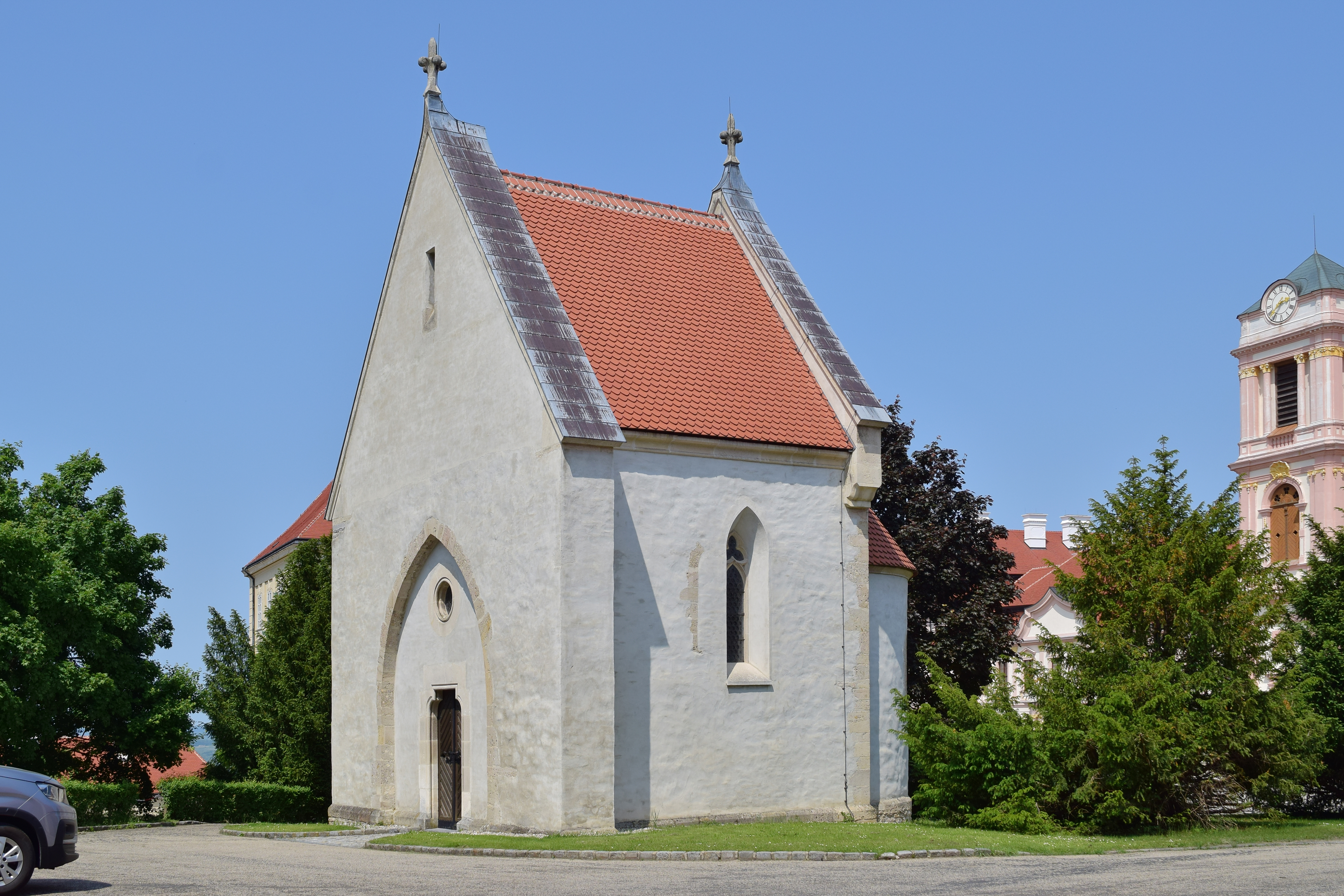
Erentrudiskapelle

Die im Südwesten des Stiftshofes freistehende Kapelle geht in ihren Grundmauern wahrscheinlich auf die 1072 geweihte Erentrudiskirche zurück und stammt in der Anlage aus der Bauepoche des 12. Jahrhunderts, stellt sich aber heute gotisch dar. Sie bildete bis 1557 das Zentrum des Nonnenklosters, trug später die Bezeichnung Sebastianikapelle, wurde nach ihrer Profanierung mit Um- und Einbauten versehen, 1910/11 wieder freigestellt und überarbeitet, neu geweiht, und 2003 zuletzt renoviert.

### „Burg“
Das als Burg bezeichnete Gebäude im Süden des Stiftshofes reicht in seinem Baukern in das 12. Jahrhundert zurück. Die westliche Hälfte des ursprünglich mit vier massigen Rundtürmen und mit Wassergraben umgebenen Gebäudes ist noch erhalten. Der Bau diente ursprünglich Verteidigungszwecken, später für Werkstätten und Wohnungen, dann als Klosterpforte. In den Jahren 2001/02 wurde er umfassend renoviert, beherbergt die Graphische Sammlung und wird auch vom Zentrum für Bildwissenschaften der Donau-Universität Krems genutzt.

### Museum im Kaisertrakt

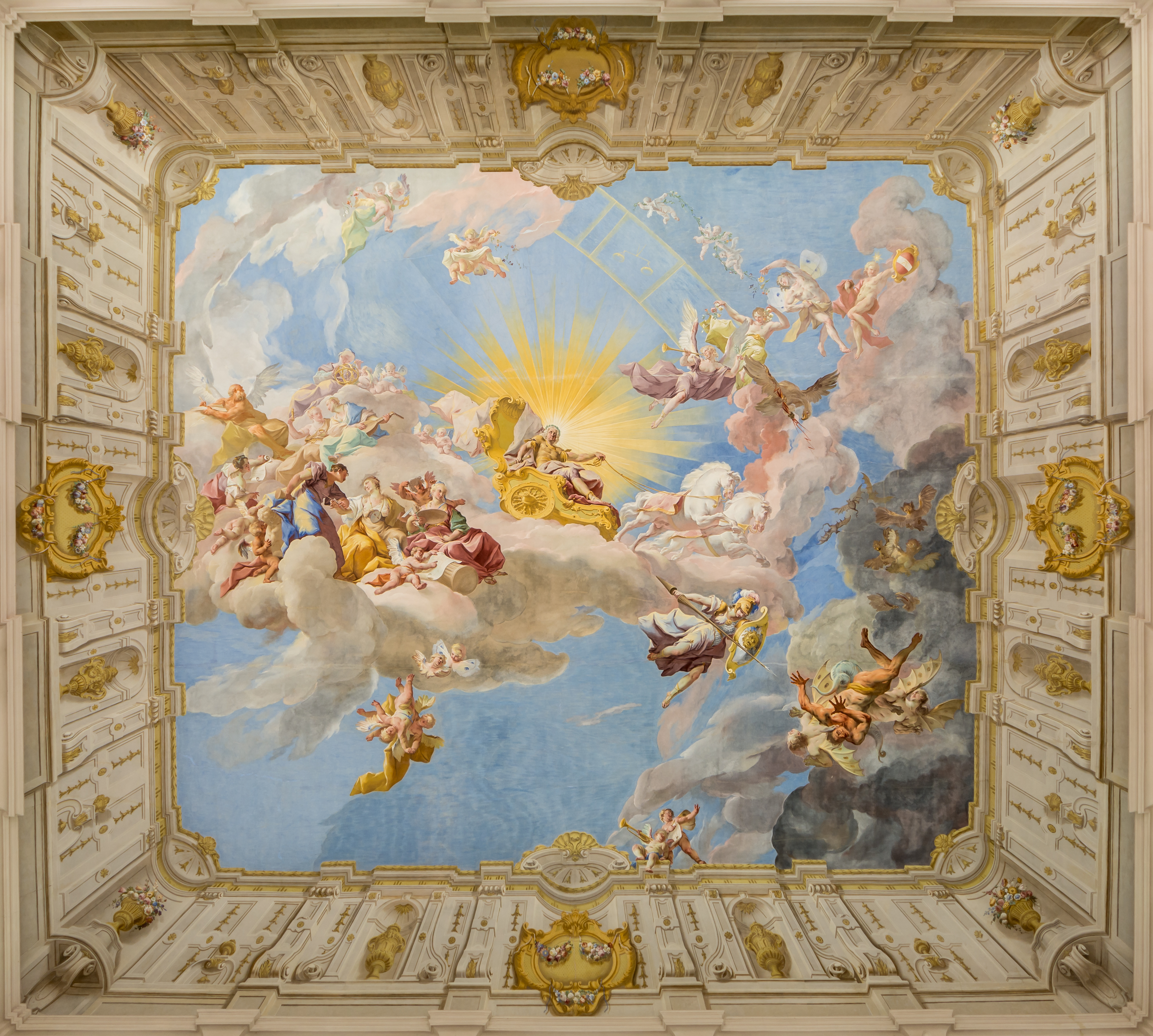
Kaiserstiege: Apotheose Kaiser Karls VI. (Paul Troger, 1739)

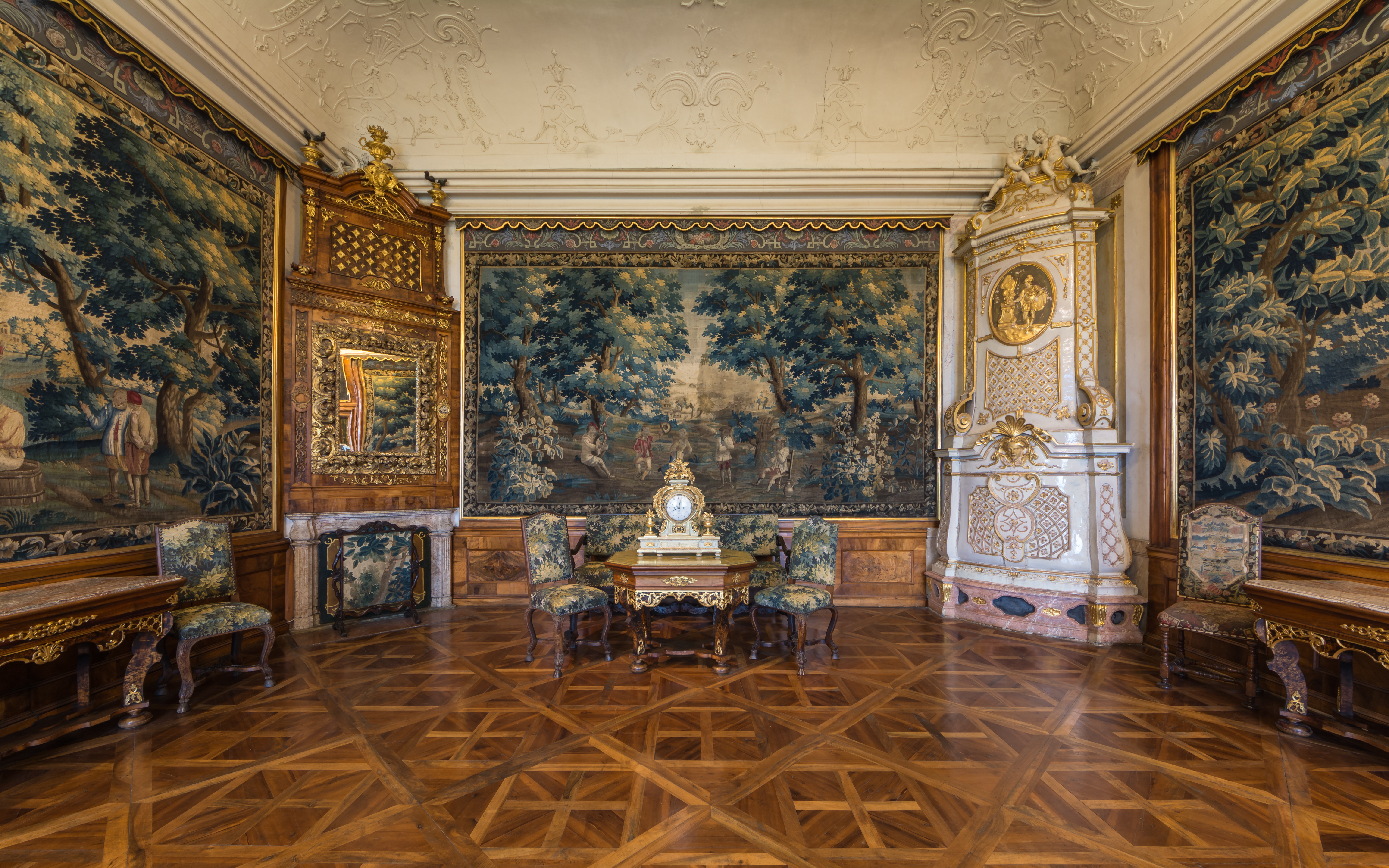
Gobelinzimmer im Kaisertrakt

Die Kaiserstiege im Nordwesten des Stiftshofes ist das größte Barocktreppenhaus Österreichs. Sie erhebt sich über drei Geschoße und wurde 1739 von Paul Troger mit einem Deckenfresko versehen, das in seinem Zentrum Kaiser Karl VI. als Helios-Apoll mit Musengefolge zeigt. Die figurale Ausstattung mit Statuen der Jahreszeiten, Monatsvasen und Künstlerbüsten stammt von Johannes Schmidt, dem Vater des Kremser Schmidt. Die daran anschließenden Fürsten- und Kaiserzimmer – zum Großteil mit beachtenswerten Tapetenmalereien – dienen als Museumsräume, ebenso der Altmanni-Saal mit dem Deckenfresko Hochzeit zu Kana von Johann Rudolf Byß und Johann Baptist Byß.
Im Museum werden ergänzend zum Grundbestand jährlich wechselnde Sonderausstellungen – hauptsächlich mit Objekten der Göttweiger Sammlungen – gezeigt:
- 2000: Anno Salutis 2000. Heilende Kraft des Christentums
- 2001: Göttweig & Kremser Schmidt
- 2002: Göttweiger Ansichten. Graphik – Gemälde – Kunsthandwerk
- 2003: Unter der Führung des Evangeliums
- 2005: „Unter deinem Schutz […]“ Das Marienbild in Göttweig (1. Teil)
- 2006: „Unter deinem Schutz […]“ Das Marienbild in Göttweig (2. Teil)
- 2007: Festliche Gaben aus Wachs
- 2008: Heiliger Altmann – 925 Jahre Stift Göttweig
- 2009: 120 Meisterwerke (aus der Graphische Sammlung) / Händel-Haydn-Mendelssohn (aus dem Musikarchiv)
- 2010: 120 Meisterwerke (aus der Graphische Sammlung) / Händel-Haydn-Mendelssohn (aus dem Musikarchiv) – Fortsetzung
- 2011: Bildschöne Wachau: Weltkulturerbe in Bildern vom Biedermeier bis zur Moderne
- 2012: Österreichs Glorie am Trogerhimmel. Die Göttweiger Kaiserstiege
- 2013: Österreichs Glorie am Trogerhimmel. Die Göttweiger Kaiserstiege – Fortsetzung
- 2014: Großgrafik in Göttweig
- 2015: „950 Jahre Bischof Altmann“ und „Ikonografische Rätsel“
- 2016: Heiliges Jahr 2016 – Wallfahrt nach Rom
- 2017: Maria Theresia – Zu Besuch in Stift Göttweig
- 2018: „Stift Göttweig brennt – Schicksalsjahr 1718“ und „Luther in Göttweig – Teil II“
- 2019: Stift Göttweig als Wehrbau – Befestigt und verteidigt im Sturm der Zeiten
- 2020: Archäologie in Göttweig: ALTE Mauern - NEUE Erkenntnisse
- 2021: Pater Lambert Karner – Ein Benediktiner als Höhlenforscher
- 2022: Hinaus in die Welt! Göttweiger Mönche auf Reisen
- 2023: Saftige Trauben – Spritziger Wein: Stift Göttweig und seine Weinwirtschaft
- 2024: So viel Musik! Stift Göttweig als musikalisches Zentrum

### Sammlungen

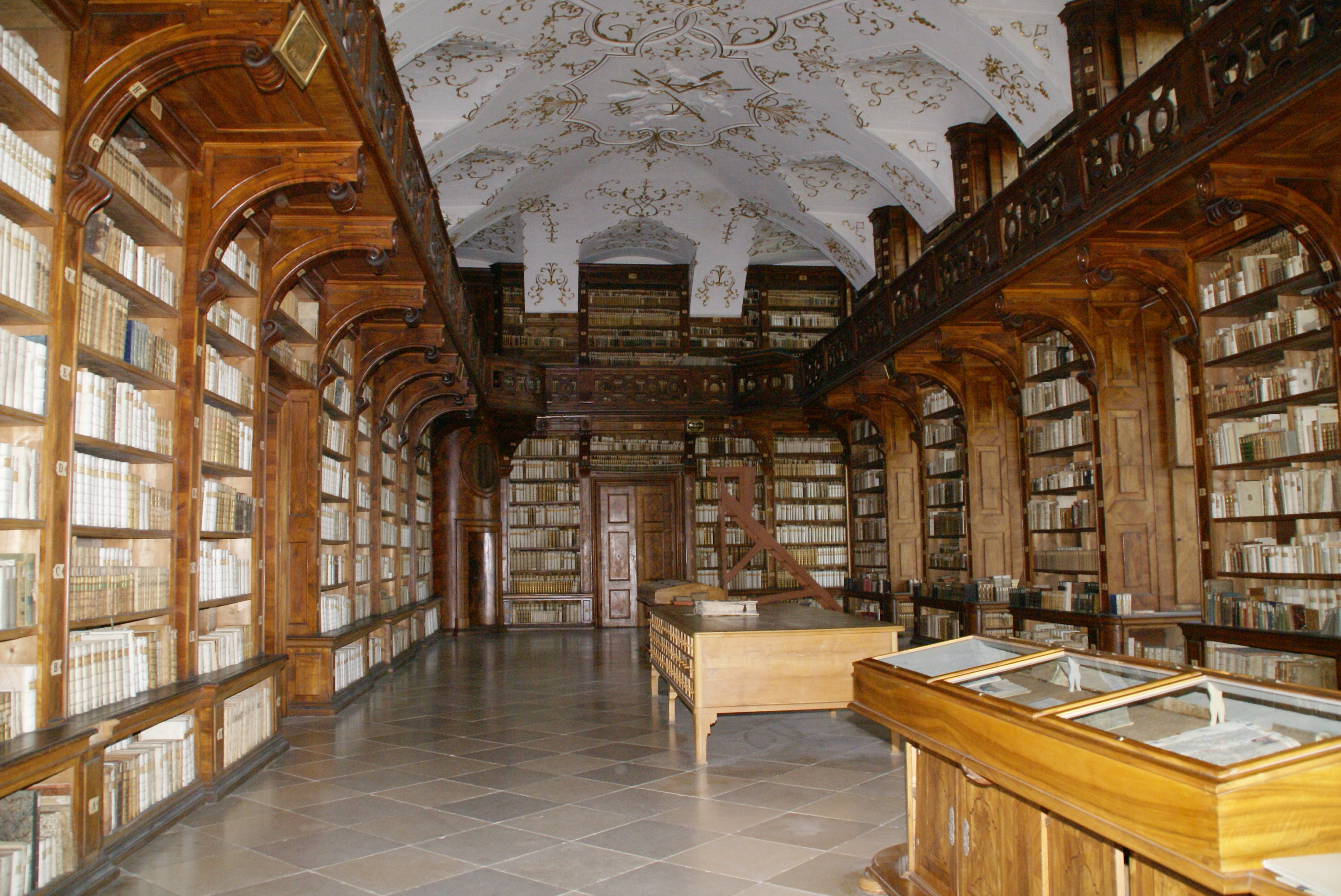
Bibliothek in der Klausur des Stiftes

Die Graphische Sammlung ist mit ca. 30.000 Blättern – nach der Wiener Albertina – die zweitgrößte grafische Sammlung Österreichs. Erste Nachrichten gibt es in einem Inventar des Jahres 1612 – Abt Georg Schedler ließ einige „Täfelein aus Kuperstich“ als Wanddekoration anschaffen. Im 17. Jahrhundert wuchs die Sammlung langsam an; Abt Gottfried Bessel, der eine umfassende Grafische Sammlung anstrebte, schaffte mehr als 20.000 Blätter an; P. Vinzenz Werl (1810–1861) nahm die Neuaufstellung der Sammlung vor und verfasste 1843 den zweibändigen Katalog. Der größte Teil der Grafiken stammt aus der Barockzeit mit Werken von deutschen, niederländischen, italienischen, französischen und englischen Meistern; ihr weites thematisches Spektrum reicht von Andachts- und Heiligenbildchen, Herrscherporträts über mythologische Sujets bis zu Architektur und Ornamenten, die nach dem Brand von 1718 als Vorlage für Architektur und Ausstattung des Neubaus genutzt wurden. Die Einrichtung des Graphischen Kabinetts verfolgte vor allem pädagogisch-didaktische Zwecke: Die Grafiken sollten der Geschmacksbildung der Konventualen und als Studien- und Vorlagen für Künstler dienen. Seit 2002 wird die Sammlung durch das Department für Bildwissenschaften der Donau-Universität digital erschlossen und ist seit 2006 auch über das Internet zugänglich.
Die Bibliothek umfasst rund 140.000 Bände, davon befinden sich ca. 44.500 im barocken Bibliothekssaal, der als – vergleichsweise schlicht gestalteter – Arbeitsraum im Mittelrisalit des Osttraktes und somit in der Klausur liegt. Da er im Rahmen allgemeiner Führungen nicht zugänglich ist, werden repräsentative Werke im Museum im Kaisertrakt ausgestellt.
Dasselbe gilt für die Exponate der Kunstsammlung (in Nachfolge der barocken „Kunst- und Wunderkammer“), die Numismatische Sammlung, das Archiv und das Musikarchiv.

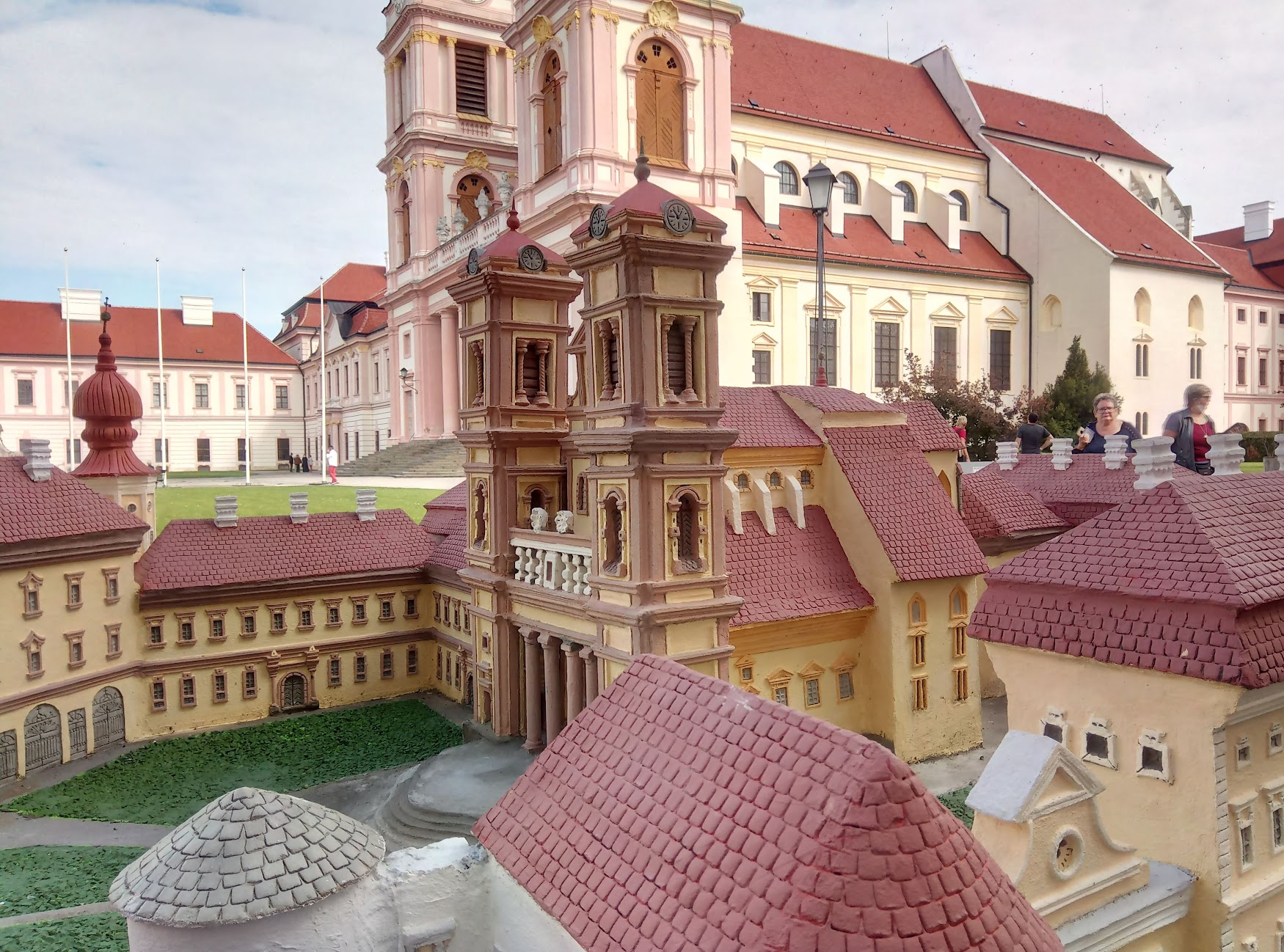
Stiftsmodell (aufgestellt 2021)

## Aufgaben der Göttweiger Benediktiner
Der Abtei gehören 37 Mönche an – nach der Entsendung eines Gründungskonventes nach Maria Roggendorf. Hauptaufgabe ist die Pfarrseelsorge vor allem in den 28 inkorporierten Pfarren. In der Erzdiözese Wien liegen: Jetzelsdorf, Maria Roggendorf, Nappersdorf, Pfaffendorf, Ober- und Unternalb; in der Diözese St. Pölten: Brunnkirchen, Furth, Gansbach, Getzersdorf, Grünau, Haindorf, Hainfeld, Kilb, Kleinzell, Kottes, Markersdorf, Mauer, Mautern, Paudorf-Göttweig, Purk, Pyhra, Rabenstein, Rohrbach, Rossatz, St. Veit, Schwarzenbach und Unterbergern. Weitere Aufgaben liegen in der kategorialen Seelsorge im Jugendhaus und im Exerzitienhaus (beide im Stift), in Schule, Krankenhaus und Gefängnis sowie in wissenschaftlicher Tätigkeit und ordensinternen Funktionen.
Das Chorgebet ist öffentlich zugänglich (Ostern bis Allerheiligen mittags und abends in der Kirche); die Vesper wird an Sonntagen, Hochfesten und Festen lateinisch (im gregorianischen Choral) gefeiert.
Die wirtschaftliche Grundlage des Stiftes bilden der Forstbetrieb (mit Jagd und Fischereiverpachtung, der „Göttweiger Wald-Erlebniswelt“ bei den Mammutbäumen), der Weinbau (verpachtet), der Tourismus (mit Restaurant und Veranstaltungsservice im Brunnensaal und Sommerrefektorium) und in geringem Ausmaß die Landwirtschaft.

## Stiftspfarrkirchen
- 1080/1516: Pfarrkirche Kilb
- 1110/1323/1332: Pfarrkirche Hofstetten-Grünau
- 1112: Pfarr- und Wallfahrtskirche Mauer bei Melk
- 1161: Pfarrkirche Hainfeld
- 1330: Kleinzeller Pfarrkirche
- 1386/1388: Pfarrkirche Rossatz
- Pfarrkirche Furth bei Göttweig

## Stiftsangehörige

### Äbte von Stift Göttweig

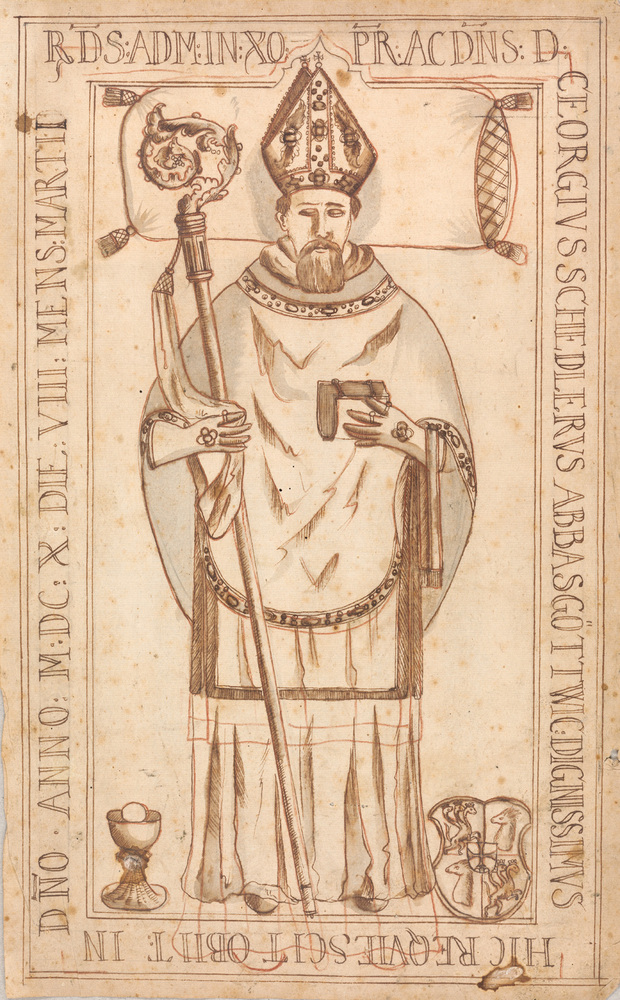
Epitaphplatte des Abtes Georg Schedler

Seit 8. Jänner 2025 ist Patrick Maria Schöder Abt des Stiftes.

### Weitere bekannte Stiftsangehörige
- Udo Fischer (* 1952), Historiker
- Gregor Martin Lechner (* 1940, † 2017), Kunsthistoriker
- Hans Hermann Groër (* 1919, † 2003), Wiener Erzbischof (1986–1995) und Kardinal; Gründungsmitglied des Priorates St. Josef in Maria Roggendorf

## Veranstaltungen
Das Stift ist seit 1995 der Veranstaltungsort des Europa-Forums Wachau, das vom Außenministerium und der Niederösterreichische Landesregierung ausgerichtet wird.
Seit 2007 wird jährlich ein Konzert unter dem Motto Klassik unter Sternen veranstaltet. Dabei treten bekannte Künstler, wie Opernsängerin Elīna Garanča oder der Dirigent Karel Mark Chichon auf.